# Zigadenus glaberrimus
Zigadenus es un género monotípico de plantas fanerógamas perteneciente a la familia Melanthiaceae. Su única especie: Zigadenus glaberrimus Michx., Fl. Bor.-Amer. 1: 213 (1803), es originaria del sudeste de los Estados Unidos.

## Taxonomía
Tal como está descrito en la literatura de investigación, es monotípico, incluyendo sólo la especie, Zigadenus glaberrimus. Hasta hace poco, el género incluía una gama más amplia de especies, todas conocidas como Estrella Lirios, y es esta circunscripción del género es la que probablemente se incluya en la mayoría de los libros y sitios web. Antes de la reorganización general de las familias de plantas que ha tenido lugar en las últimas décadas (por ejemplo por el APG), Zigadenus estaba colocado en la familia Liliaceae.

## Descripción
Son plantas perennes que crecen desde un bulbo o rizoma. En la mayoría de los casos, sus estrechas hojas crecen desde la base de la planta. Las flores son hermafroditas, tienen seis pétalos y son radialmente simétricas, y son de color blanco o blanco amarillento en su mayoría. Se encuentran en América del Norte, América Central y en Asia. Sus bulbos son tóxicos para los animales y los seres humanos, y su ingesta puede causar convulsiones, coma y muerte.
Los recientes esfuerzos filogenéticos han llevado a la conclusión de que el género fue reconocido polifilético. Las especies anteriormente depositadas en él, se han colocado en cinco géneros que se cree que son monofilético, Amianthium, Anticlea, Stenanthium, y Toxicoscordion, dejando sólo Zigadenus glaberrimus en Zigadenus.

## Taxonomía
Zigadenus glaberrimus fue descrita por André Michaux y publicado en Flora Boreali-Americana 1: 214, pl. 22. 1803.
Etimología
Zigadenus: nombre genérico que deriva de las palabras griegas: zugon, "yugo", y aden = "glándula".
glaberrimus: epíteto latino que significa "sin pelo".
Sinonimia
- Helonias glaberrima (Michx.) Sims, Bot. Mag. 40: t. 1680 (1814).[1]